# 1444 w literaturze
Wydarzenia literackie w 1444 roku.

## Urodzili się
- 17 lutego – Rudolf Agricola, holenderski pisarz i poeta (zm. 1485)

## Zmarli
- 9 marca – Leonardo Bruni, włoski humanista (ur. ok. 1370)
- data nieznana – Josef Albo, żydowski filozof (ur. 1380)